# 雀兒喜 (紐約)
雀兒喜（英語：Chelsea）是位於美國紐約市曼哈頓西側的一個地區。南端以14街為界，西面為哈德遜河和西街，東面為第六大道，北至34街。雀兒喜開發於19世紀，原本是紐約郊外的住宅區。但隨著紐約的發展，在20世紀初期成為勞動者聚居的地區。1990年代之後，由於紐約蘇豪區地價高漲，許多藝術家搬到雀兒喜進行藝術創作，使得雀兒喜成為紐約的一大文化藝術中心。